# Berlin-Johannisthal
Johannisthal is een stadsdeel in het Berlijnse zuidoostelijke district Treptow-Köpenick. 

## Ligging
De grens met het aanpalende Niederschöneweide loopt ongeveer gelijk met de Görlitzer Bahn. In het noorden grenst het nog aan Baumschulenweg en in het oosten aan Adlershof. In het zuiden is er een natuurlijke grens door het Teltowkanaal met Rudow. 

## Geschiedenis
De nederzetting Johannisthal werd gesticht op basis van de erfelijkheidsovereenkomst tussen het kamerlid Johann Wilhelm Werner en de Pruisische staat op 16 november 1753. Net als het naburige Adlershof was Johannisthal dus het resultaat van interne kolonisatie tijdens het bewind van Frederik II. Tot de kolonisten behoorden ook touwslagers uit de Palts. In de 19e eeuw werd Johannisthal aanvankelijk opgedeeld in een gemeente en een Gutsbezirk in het district Teltow. het Gutsbezirk werd in 1880 opgeheven en bij de gemeente gevoegd.
In 1880 werd de vorige halte aan de spoorlijn Berlijn-Görlitz, Johannisthal-Neuer Krug, verplaatst naar het zuidoosten, omgebouwd tot station en omgedoopt tot Johannisthal-Niederschöneweide. Vanaf 1895 heette het station Niederschöneweide-Johannisthal. De huidige naam Berlin-Schöneweide is in gebruik sinds 1929. In 1884 kreeg de gemeente de titel “Bad Johannisthal”, maar deze ging al snel weer verloren door de steeds dichtere bebouwing en het daardoor opdrogen van de bron. In 1901 werd het waterleidingbedrijf van Johannisthal geopend. In 1905-1906 bouwde de gemeente het stadhuis van Johannisthal in neorenaissancestijl (tegenwoordig sociaal-cultureel centrum en lokaal historisch museum) naar een ontwerp van de Charlottenburgse beeldhouwer en architect Georg Roensch. In 1912 werd de gemeente Johannisthal omgedoopt tot Berlijn-Johannisthal.
In 1909 werd Flugplatz Johannisthal geopend, het tweede Duitse gemotoriseerde vliegveld. Op 11 juni 1911 stegen 25 piloten op vanaf Johannisthal voor de Deutschlandflug, een wedstrijd die in 13 etappes 1854 kilometer naar Keulen en terug aflegde. De vlucht was beperkt tot vier weken. Enkele van de pioniers van de luchtvaart in Duitsland namen deel. In 1913 stortte de zeppelin LZ 18 hier neer. In de periode voor de Eerste Wereldoorlog vestigden vooral vliegtuigbouwbedrijven zich aan de rand van het vliegveld en werden hier vliegtuigen zoals de Rumpler-Etrich-Taube gebouwd.
De geschiedenis van de burgerluchtpost in Duitsland begon in Johannistal op 5 februari 1919, toen vliegtuigen twee keer per dag opstegen van Berlijn-Johannisthal om post - voornamelijk kranten - te vervoeren van de hoofdstad naar de vergaderplaats van de Nationale Vergadering in Weimar. Deze luchtpostverbinding werd aanvankelijk alleen gebruikt door de leden van de Nationale Vergadering, die vanwege de revolutionaire situatie in Berlijn naar de hoofdstad van Thüringen waren verhuisd. Enkele maanden later werd deze luchtpostlijn ook opengesteld voor het publiek.
In 1920 werd Johannisthal onderdeel van Groot-Berlijn en werd in het district Treptow opgenomen. In 1953 werd in Johannisthalde eerste plattenbau van de DDr gebouwd. Op 13 augustus 1961 werd op de grens met Neukölln de Berlijnse Muur gebouwd. Nadat de luchthaven al begin jaren vijftig niet meer gebruikt werd, werd deze officieel gesloten in 1995 en omgevormd tot het huidige landschapspark Johannisthal/Adlershof.

## Verkeer
Het station Johannisthal wordt bediend door de S-Bahn al ligt dit ondanks de naam Johannisthal net op de grens en in Niederschöneweide. Ook tramlijnen 61 en 63 lopen door Johannisthal.

## Sport
Voetbalclub Sportfreunde Johannisthal werd in 1930 opgericht en speelt op de Sportplatz Segelfliegerdamm. De club speelde in 1945/46 één seizoen in de hoogste klasse en speelde in het DDR-tijdperk vaak in de derde en vierde klasse. Na de integratie in het West-Duitse systeem zakte de club weg naar de lagere reeksen. In 2024 promoveerde de club wel naar de Berlin-Liga, de hoogste klasse van Berlijn en het zesde niveau in Duitsland. 
Adlershof |
Altglienicke |
Alt-Treptow |
Baumschulenweg |
Bohnsdorf |
Friedrichshagen |
Grünau |
Johannisthal |
Köpenick |
Müggelheim |
Niederschöneweide |
Oberschöneweide |
Plänterwald |
Rahnsdorf |
Schmöckwitz